# حصار گلستان
حصار گلستان روستایی در دهستان طرقبه بخش طرقبه شهرستان بینالود استان خراسان رضوی ایران است.

## جمعیت
بر پایه سرشماری عمومی نفوس و مسکن در سال ۱۳۹۵ جمعیت این روستا ۱٬۷۱۸ نفر (در ۷۵۵ خانوار) بوده‌است.

## جغرافیا
روستای حصار گلستان یکی از روستاهای خوش آب و هوا در جنوب غرب مشهد و در حوالی شهر طرقبه واقع شده‌است. وجه تسمیه حصار هم بواسطه قرارگرفتن در دل کوه‌ها می‌باشد که از اطراف توسط آن‌ها احاطه شده‌است. جمعیت این روستا در حدود۳۰۰۰ نفر و جمعیت غالب آن را جوانان تشکیل می‌دهند. این روستا به سبب داشتن آب و هوای دلنشین، رودخانه‌های خروشان، و نزدیکی با شهر مشهد روزهای تعطیل پذیرای جمعیت زیادی برای گذراندن اوقاتی خوش در دامن طبیعت می‌باشد. زبان مردم فارسی و لهچه آن‌ها به نیشابوری شبیه تر است. از آداب و رسوم این روستا می‌توان به برنامه عزاداری در دهه اول محرم در حسینیه این روستا اشاره کرد که با توجه به نوع معماری برای بسیاری جالب توجه است. داشتن سیستم گازکشی منازل؛ تلفن، پست بانک، مخابرات مستقل، کتابخانه، مسجد وحسینیه بزرگ و … از امتیازات این روستا محسوب می‌شود. از جاهای دیدنی این روستا می‌توان به معماری بکار رفته در حسینیه، رودخانه‌ها و مناطق بکر طبیعت اشاره کرد. از غذاهای سنتی این روستا می‌توان به انواع اشکنه مخصوصاً اشکنه ماست، بلغورو… اشاره کرد. سوغات روستا هم انواع خشکبارمخصوصاً آلو خشک، انواع میوه مثل گیلاس، هلو و… می باش.
در داخل بافت روستا حسینیه معروف به حسینیه پایین که مساحت ۲۸۸ مترمربع از آثار ثبت شده میراث فرهنگی می‌باشد. بعلاوه گورستان‌های قدیمی تحت عنوان گبرا در بافت قدیمی روستا به چشم می‌خورد. همچنین دارای سنگ نگاره‌های جالب توجه و دیدنی می‌باشد. بعلاوه، مسجد جامع قدیم حصار وآسیاب قدیمی وغار زری و آب انبار از آثار تاریخی روستا می‌باشد.
از بازیهای قدیمی حصار می‌توان به اوگشتک و گذر گذر اشاره کرد. [3]

## تاریخ
هسته مرکزی اولیه حصار گرداگرد مسجد قدیمی واقع در محله پایین حصار بوده‌است.پس از مسجد در همان منطقه حمام قدیمی حصار- که در حال حاضر تخریب شده‌است- و تکیه پایین توسط غرشمارها احداث شده‌است. حوض انبار قدیمی که در حال حاضر نیز جزء آثار قدیمی حصار محسوب می‌شود به دست ابراهیم همایونی بنا شده‌است.
نام قدیمی این روستا قلعه گلستان بوده است.